# Droga I/59 (Czechy)
Droga krajowa 59 (cz. Silnice I/59) – droga krajowa we wschodnich Czechach. Dwu-jezdniowa arteria łączy Ostrawę z leżącym tuż przy czesko-polskiej granicy miastem Karwina.